# Hélène Fize
Hélène Fize, née le 13 janvier 1914 à Nîmes et morte le 1er juin 2014 à Nans-les-Pins, est une athlète française, spécialiste des épreuves de demi-fond.

## Palmarès
- Détentrice du record du monde du 3x800m à Monaco en 1939[1].
- Détentrice du Record de France du 800 mètres pendant 9 ans (de juillet 1938 à août 1947)
- Championne de France de cross-country en 1939 et 1945
- Vainqueure du Cross de L'Humanité 1945